# Edificio Wilson Chambers
L'Edificio Wilson Chambers (in francese: Édifice Wilson-Chambers) è uno storico edificio di Montréal in Canada.

## Storia
Il palazzo venne costruito tra il 1868 e il 1869 da Charles Wilson secondo il progetto di Richard C. Windeyer. È stato ristrutturato nel 1990 da Amis Nazar.
L'edificio è stato riconosciuto sito storico nazionale del Canada nel 1990.

## Descrizione
Il palazzo occupa un lotto d'angolo all'incrocio tra la Rue McGill e la Rue Notre-Dame nel quartiere di Vieux-Montréal.
L'edificio presenta uno stile neogotico ma è anche caratterizzato dalla presenza di elementi italianeggianti e Secondo Impero. Si sviluppa su quattro piani fuori terra più uno mansardato. Sulle facciate si aprono diverse finestre ad arco.